# Блекемолен, Михаэль
Михаэль Блекемолен (нидерл. Michael Bleekemolen, 2 октября 1949 года, Амстердам) — голландский автогонщик, участник чемпионата мира по автогонкам в классе «Формула-1».

## Биография
Первоначально выступал в голландских чемпионатах «Формулы-Супер-Ви» и «Формулы-Форд». В 1977 году участвовал в Гран-при Нидерландов чемпионата мира «Формулы-1» (не прошёл квалификацию). В 1978 году стартовал в европейском чемпионате Формулы-3, в конце сезона провёл четыре Гран-при «Формулы-1», выступая в команде ATS, в четырёх попытках лишь раз попал на старт в Гран-при США, в гонке сошёл с дистанции. В следующем году вернулся в «Формулу-3», в которой выступал до 1981 года. В конце 1990-х — начале 2000-х годов соревновался в различных чемпионатах кузовных и спортивных автомобилей, в 2001 году стартовал в серии FIA GT. В 2008 году занял второе место в гонке «24 часа Дубая» в экипаже со своими сыновьями Йеруном и Себастьяном, а также Яном Ламмерсом.

## Результаты гонок в Формуле-1
| Легенда к таблице |                                                                    |
| --- | ------------------------------------------------------------------ |
| В таблице перечислены результаты всех Гран-при Формулы-1, в которых принимал участие гонщик. Строками таблицы являются сезоны, столбцами — этапы чемпионата мира. В каждой клетке указаны сокращённое название этапа и результат, дополнительно обозначенный цветом. Расшифровка обозначений и цветов представлена в нижеследующей таблице. |                                                                    |
| \| Пример \| Описание \| \| ------------ \| ------------------------------------------------------------------ \| \| 1 \| Победитель \| \| 2 \| Второе место \| \| 3 \| Третье место \| \| 5 \| Финишировал, заработав очки \| \| Сход \| Не финишировал, но при этом заработал очки \| \| 12 \| Финишировал, не получив очков \| \| НКЛ \| Финишировал, но не попал в финальную классификацию \| \| 15 \| Участвовал вне зачёта, либо по отдельной классификации \| \| 18 \| Не финишировал, но попал в финальную классификацию \| \| Сход \| Не финишировал \| \| НКВ \| Не прошёл квалификацию \| \| НПКВ \| Не прошёл предквалификацию \| \| ДСК \| Дисквалифицирован \| \| ИСК \| Исключён из протокола соревнований \| \| ТТ \| Заявлен для участия только в тренировках \| \| НС \| Участвовал в квалификации, но не стартовал в гонке \| \| Т \| Травмирован или болен \| \| ОТК \| Отказ от участия \| \| НТР \| Прибыл на соревнования, но на трассу не выезжал \| \| НПР \| Был заявлен в числе участников, но не прибыл к началу соревнований \| \| О \| Соревнования отменены \| \| \| Не участвовал \| \| Поул-позиция \| \| \| Быстрый круг \| \| |                                                                    |
| Пример | Описание                                                           |
| 1 | Победитель                                                         |
| 2 | Второе место                                                       |
| 3 | Третье место                                                       |
| 5 | Финишировал, заработав очки                                        |
| Сход | Не финишировал, но при этом заработал очки                         |
| 12 | Финишировал, не получив очков                                      |
| НКЛ | Финишировал, но не попал в финальную классификацию                 |
| 15 | Участвовал вне зачёта, либо по отдельной классификации             |
| 18 | Не финишировал, но попал в финальную классификацию                 |
| Сход | Не финишировал                                                     |
| НКВ | Не прошёл квалификацию                                             |
| НПКВ | Не прошёл предквалификацию                                         |
| ДСК | Дисквалифицирован                                                  |
| ИСК | Исключён из протокола соревнований                                 |
| ТТ | Заявлен для участия только в тренировках                           |
| НС | Участвовал в квалификации, но не стартовал в гонке                 |
| Т | Травмирован или болен                                              |
| ОТК | Отказ от участия                                                   |
| НТР | Прибыл на соревнования, но на трассу не выезжал                    |
| НПР | Был заявлен в числе участников, но не прибыл к началу соревнований |
| О | Соревнования отменены                                              |
| | Не участвовал                                                      |
| Поул-позиция |                                                                    |
| Быстрый круг |                                                                    |

| Сезон | Команда | Шасси     | Двигатель | Ш | 1   | 2   | 3   | 4   | 5   | 6   | 7   | 8   | 9   | 10  | 11  | 12  | 13      | 14      | 15       | 16      | 17  | Место | Очки |
| ----- | ------- | --------- | --------- | - | --- | --- | --- | --- | --- | --- | --- | --- | --- | --- | --- | --- | ------- | ------- | -------- | ------- | --- | ----- | ---- |
| 1977  | RAM     | March 761 | Cosworth  | G | АРГ | БРА | ЮАР | СШЗ | ИСП | МОН | БЕЛ | ШВЕ | ФРА | ВЕЛ | ГЕР | АВТ | НИД НКВ | ИТА     | США      | КАН     | ЯПО | -     | 0    |
| 1978  | ATS     | ATS HS1   | Cosworth  | G | АРГ | БРА | ЮАР | СШЗ | МОН | БЕЛ | ИСП | ШВЕ | ФРА | ВЕЛ | ГЕР | АВТ | НИД НКВ | ИТА НКВ | США Сход | КАН НКВ |     | -     | 0    |